# Hebesuncus mollispinus
Espèce
Hebesuncus mollispinus est une espèce de tardigrades de la famille des Ramazzottiidae.

## Distribution
Cette espèce est endémique d'Antarctique. Elle a été découverte sur l'île Charcot.

## Publication originale
- Pilato, McInnes & Lisi, 2012 : Hebesuncus mollispinus (Eutardigrada, Hypsibiidae), a new species from maritime Antarctica. Zootaxa, no 3446, p. 60-68.